# L'Albarda Castellana
L'Albarda Castellana o Puntal de l'Albarda és un cim del massís de Montserrat que culmina a 1.178 msnm, sostre comarcal del Baix Llobregat. Es troba a l'extrem nord-occidental de la comarca.
Aquest cim està inclòs al llistat dels 100 cims de la FEEC